# Umberto Spigo
Umberto Spigo (Patti, 4 giugno 1883 – Torino, 26 settembre 1954) è stato un militare italiano, fu un generale del Regio Esercito durante la seconda guerra mondiale ricordato per il suo ruolo nel corso dell'occupazione italiana in Dalmazia tra il 1942 e il 1943.

## Carriera
Nato in provincia di Messina nel 1883, fu allievo giovanissimo dell'Accademia di Artiglieria e Genio di Torino, conseguendo la nomina a sottotenente dell'arma di artiglieria il 5 settembre 1904.
Tenente al 1º reggimento di artiglieria da fortezza (1909) e capitano (dal 31 dicembre 1914) al 10º reggimento di artiglieria da fortezza (assedio) a Torino (1910-1915) e, contemporaneamente, comandato alla scuola di guerra.
Partecipò alle guerre libica e mondiale con riconoscimenti al valore, conseguendo una medaglia d'argento al valor militare a Gorizia nell'agosto 1916, quando si trovava presso il comando artiglieria d'armata, raggiungendo poi il 17 novembre 1918 il grado di tenente colonnello.
Da tenente colonnello fu prima insegnante aggiunto alla scuola di guerra di Torino dal 10 marzo 1919, quindi addetto militare a Sofia e poi effettivo al 1º reggimento artiglieria pesante, dal 31 marzo 1927.
Da colonnello fu comandante del 3º reggimento artiglieria pesante e comandante della scuola AUC di Pola, tra il 1933 e il 1934.
Dal 4 giugno 1934 fu prima capo ufficio poi segretario della Commissione suprema di Difesa e, dal 1º gennaio 1937, promosso generale di brigata, fu comandante dell'Artiglieria del Corpo d'Armata di Roma dal 1º ottobre seguente, sino al 30 giugno 1939, quando, promosso generale di divisione, comandò la 21ª Divisione fanteria "Granatieri di Sardegna", sempre con sede a Roma, ritornando dal 5 giugno 1940 alla commissione suprema di difesa, quale segretario generale. Fu poi, sino al 1942, comandante dell'artiglieria del IX° Corpo a Bari e dall'8 agosto di quell'anno divenne comandante facente funzioni del XVIII° Corpo d'Armata a Spalato sostituendo il generale Quirino Armellini. Il 29 ottobre seguente, promosso generale di corpo d'armata, divenne titolare al comando del XVIII corpo.
Il generale Spigo è anche ricordato per una brutta pagina di intolleranza avvenuto durante gli incerti 45 giorni del governo Badoglio.
Nell’agosto 1943 il paese di Bol (nell'isola dalmata di Brazza, giurisdizione del XVIII Corpo) era presidiato dalla 323ª compagnia del 10º battaglione alpino costiero, comandata dal capitano degli alpini Leo Banzi, figlio del generale di artiglieria in congedo Angelo Banzi; il reparto era male equipaggiato e quasi senza armi quando il 5 agosto, malgrado l’estrema resistenza, venne sopraffatto da partigiani e posto di fronte all’alternativa di cedere le armi o di venire massacrato. Il capitano Banzi, responsabile della vita di settanta alpini del presidio dispose l’evacuazione della località.
Con imbarcazioni di fortuna, superando pericoli gravissimi, il capitano Banzi e i suoi uomini raggiunsero Punta Maddalena (presso Sebenico) dove vennero deferiti ad una corte marziale italiana. 
L’improvvisato tribunale militare straordinario, esempio di tutta l'organizzazione pressappochista si mise immediatamente a giudicare.
Nominata da Spigo e presieduta da un non meglio identificato col. Bianchi, la corte marziale di Sebenico concluse l’infame opera in due ore, senza procedere all’interrogatorio dei testi né attendere l’arrivo del prescritto rapporto del comandante del reggimento, dal quale dipendevano gli uomini in giudizio.
Il capitano Leo Banzi venne ritenuto colpevole del reato di aiuto al nemico e di resa in campo aperto; venne degradato e condannato alla fucilazione; il sottotenente Renzo Raffo e altri ventisei militari (23 alpini e 3 carabinieri) vennero giudicati rei di sbandamento durante il combattimento con conseguente condanna alla fucilazione sull’arenile di Punta Maddalena.
Non bastò: altri ventitré alpini della 323ª compagnia vennero condannati a quindici anni di detenzione ed avviati ai lavori forzati nelle miniere di alluminio di Sebenico.
Appena un mese dopo sarebbero stati proprio il generale Spigo e i maggiori comandanti a fuggire di fronte al nemico, lasciando soli e senza ordini più di un milione di soldati dai quali avevano preteso giuramenti ed obbedienza oltre ogni buon senso umano e militare.
Dopo dieci anni il processo è stato rifatto dal Tribunale militare territoriale di Bari col risultato di riconoscere che gli alpini di Bol avevano resistito fino al massimo delle possibilità all’attacco avversario; farsi ammazzare ormai inutilmente, per un orgoglio militare malamente inteso, sarebbe stato un errore. Gli alpini erano stati sopraffatti, è inutile negarlo, malgrado il valore espresso ma non sufficiente a compensare l’inadeguatezza delle armi in dotazione e il numero degli attaccanti, se quest’ultimi hanno dato una possibilità agli alpini di salvarsi vuol dire che ne avevano riconosciuto la bontà e l’eroismo.
Venti alpini superstiti uscirono finalmente dal carcere dicendosi: « Paìs, l’è finida la guera! » e ventotto telegrammi vennero inviati dal generale Salvi, presidente del Tribunale Militare di Bari, alle singole famiglie dei trucidati: «Restituisco non la vita dei vostri cari, ma l’onore immacolato». Il tribunale ha inoltre ordinato che il dispositivo della sentenza di riabilitazione venisse trascritta sul certificato di morte di ciascuno degli innocenti fucilati.
All'atto dell'armistizio il generale Spigo consegnò ai tedeschi la città di Zara il 10 settembre, il 15 si imbarcò sotto scorta con 250 uomini del suo comando per Venezia, dove poté sottrarsi alla prigionia. Rientrò poi fortunosamente in Piemonte, dove risiedeva, accordandosi con i tedeschi e dandosi alla macchia.
Nel 1946 scrisse un importante studio sulla guerra appena terminata e sulle potenzialità belliche dell'Italia intitolato Premesse tecniche della disfatta. Si spense a Torino nel 1954.

## Pubblicazioni
- Premesse tecniche della disfatta, Edizioni Faro, Roma, 1946.